# Zaurak
Zaurak  eller Gamma Eridani (γ Eri, förkortat Gamma Eri, γ Eri) som är stjärnans Bayerbeteckning, är en ensam stjärna belägen i den norra delen av stjärnbilden Eridanus. Den har en genomsnittlig skenbar magnitud på 2,90 och är synlig för blotta ögat. Baserat på parallaxmätning inom Hipparcosuppdraget på ca 16,0 mas, beräknas den befinna sig på ett avstånd på ca 203 ljusår (ca 62 parsek) från solen.

## Nomenklatur
Gamma Eridani har det traditionella namnet Zaurak, alternativt stavat Zaurac, vilket är arabiska för "båt". År 2016 organiserade Internationella astronomiska unionen en arbetsgrupp för stjärnnamn (WGSN) med uppgift att katalogisera och standardisera riktiga namn för stjärnor. WGSN fastställde namnet Zaurak för Gamma Eridani i juli 2016 och detta är nu inskrivet i IAU:s Catalog of Star Names.

## Egenskaper
Gamma Eridani är en röd till orange jättestjärna av spektralklass M0 III-IIIb, som för närvarande befinner sig på den asymptotiska jättegrenen i Hertzsprung-Russell-diagrammet. Den har en radie som är ca 80 gånger större än solens och utsänder från dess fotosfär ca 1 250 gånger mera energi än solen vid en effektiv temperatur av ca 3 800K.
Gamma Eridani, är en misstänkt långsam irreguljär variabel av LB-typ. Den varierar mellan visuell magnitud +2,88 och 2,96 utan någon påvisad periodicitet.